# فرنی گروو، کوئینزلند
فرنی گروو (به انگلیسی: Ferny Grove) یک حومه شهر در استرالیا است که در کوئینزلند واقع شده‌است.